# Tove Hol
Tove Hol (* 27. Juni 1970) ist eine norwegische Badmintonspielerin. 

## Karriere
Tove Hol gewann in Norwegen drei Titel bei Nachwuchsmeisterschaften, ehe sie 1991 erstmals bei den Erwachsenen erfolgreich war. Weitere Titelgewinne folgten 1992, 1993 und 1994. 1991, 1993 und 1995 nahm sie an den Badminton-Weltmeisterschaften teil.

## Sportliche Erfolge
| Saison | Veranstaltung                                | Disziplin   | Platz | Name                    |
| ------ | -------------------------------------------- | ----------- | ----- | ----------------------- |
| 1984   | Norwegische Meisterschaft U14                | Dameneinzel | 1     | Tove Hol, Askøy BK      |
| 1986   | Norwegische Meisterschaft U16                | Dameneinzel | 1     | Tove Hol, Askøy BK      |
| 1988   | Norwegen: Einzelmeisterschaften der Junioren | Damendoppel | 1     | Ellen Bunes / Tove Hol  |
| 1991   | Norwegen: Einzelmeisterschaften              | Dameneinzel | 1     | Tove Hol                |
| 1992   | Norwegen: Einzelmeisterschaften              | Dameneinzel | 1     | Tove Hol                |
| 1993   | Norwegen: Einzelmeisterschaften              | Dameneinzel | 1     | Tove Hol                |
| 1994   | Norwegen: Einzelmeisterschaften              | Damendoppel | 1     | Tove Hol / Nina Haaland |